# Otjombinde (Wahlkreis)
Otjombinde ist ein Wahlkreis in der Region Omaheke im zentralen Osten Namibias. Verwaltungssitz ist die Siedlung Tallismanus. Der Kreis umfasst eine Fläche von fast 19.000 Quadratkilometer und hat lediglich 9000 Einwohner (Stand 2023).
Der Wahlkreis ist landwirtschaftlich geprägt und liegt gänzlich in der Kalahari.

## Wahlen
| Wahl | Name              | Partei     | Stimmenanteil |
| ---- | ----------------- | ---------- | ------------- |
| 1992 |                   |            |               |
| 1998 | Bethuel Katjimune | DTA        | 38,9 %        |
| 2004 | Jeremiah Ndjoze   | SWANU      | 28,9 %        |
| 2010 | Aron Marenga      | SWAPO      | 37,2 %        |
| 2015 | Katjanna Kaurivi  | unabhängig | 56,3 %        |
| 2020 | Wenze Kavaka      | SWAPO      | 33,3 %        |